# ستيف روس (كرة سلة)
ستيف روس (بالإنجليزية: Steve Ross) مواليد 10 نوفمبر 1980 في كاملوبس، هو لاعب كرة سلة كندي سابق. بدأ مسيرته الاحترافية في سنة 2002. يبلغ طوله 6 قدم 7 بوصة (2.0 م). اعتزل اللعب في 2014.

## المسيرة الاحترافية
لعب مع روديز في موسم 2002–2003، ثم لعب مع نادي ميلوز لكرة السلة في موسم 2004–2005، ثم لعب مع أسفيل باسكت في الدوري الفرنسي في سنة 2007، ثم لعب مع نادي فيرت لكرة السلة في موسم 2008–2009.

## الإنجازات
- الدوري الهولندي لكرة السلة (1): 2010

## روابط خارجية
- ستيف روس على موقع الاتحاد الدولي لكرة السلة (الإنجليزية)
- ستيف روس على موقع الدوري الأوروبي لكرة السلة (الإنجليزية)
- ستيف روس على موقع كرة السلة الأوروبية.كوم (الإنجليزية)
- ستيف روس على موقع كلية كرة السلة في سبورتس رفرنس.كوم (الإنجليزية)
- ستيف روس على موقع ريلجم (الإنجليزية)
- ستيف روس على موقع بروبوليرز (الإنجليزية)
- ستيف روس على موقع سبورتس رفرنس (الإنجليزية)
- ستيف روس على موقع سبورتس رفرنس (الإنجليزية)